# Штрасберг (Гарц)
Штрасберг (нем. Straßberg) — деревня в Германии, в земле Саксония-Анхальт, входит в район Гарц в составе городского округа Гарцгероде.
Население составляет 581 человек (на 31 декабря 2018 года). Занимает площадь 13,78 км².

## История
Первое упоминание о поселении относится к 1194 году.
1 августа 2009 года, после проведённых реформ, Штрасберг вошёл в состав городского округа Гарцгероде в качестве района.

## Галерея

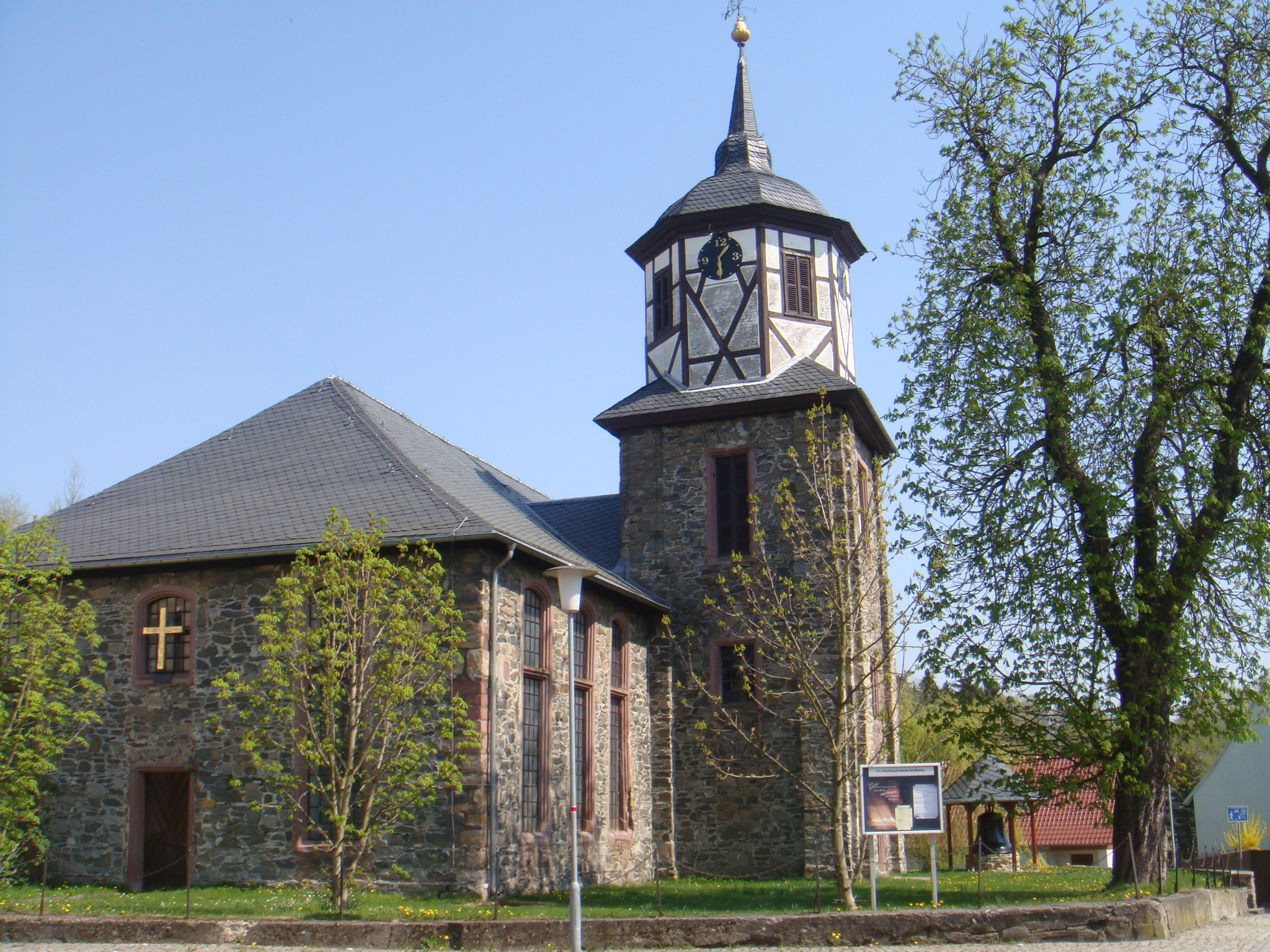
Церковь в Штрасберге
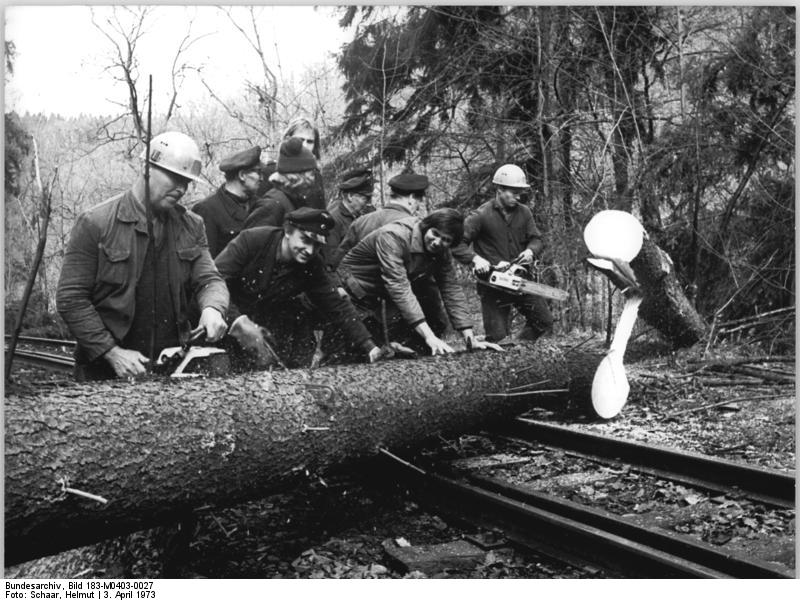
Очистка ж/д путей после урагана, 1973 год
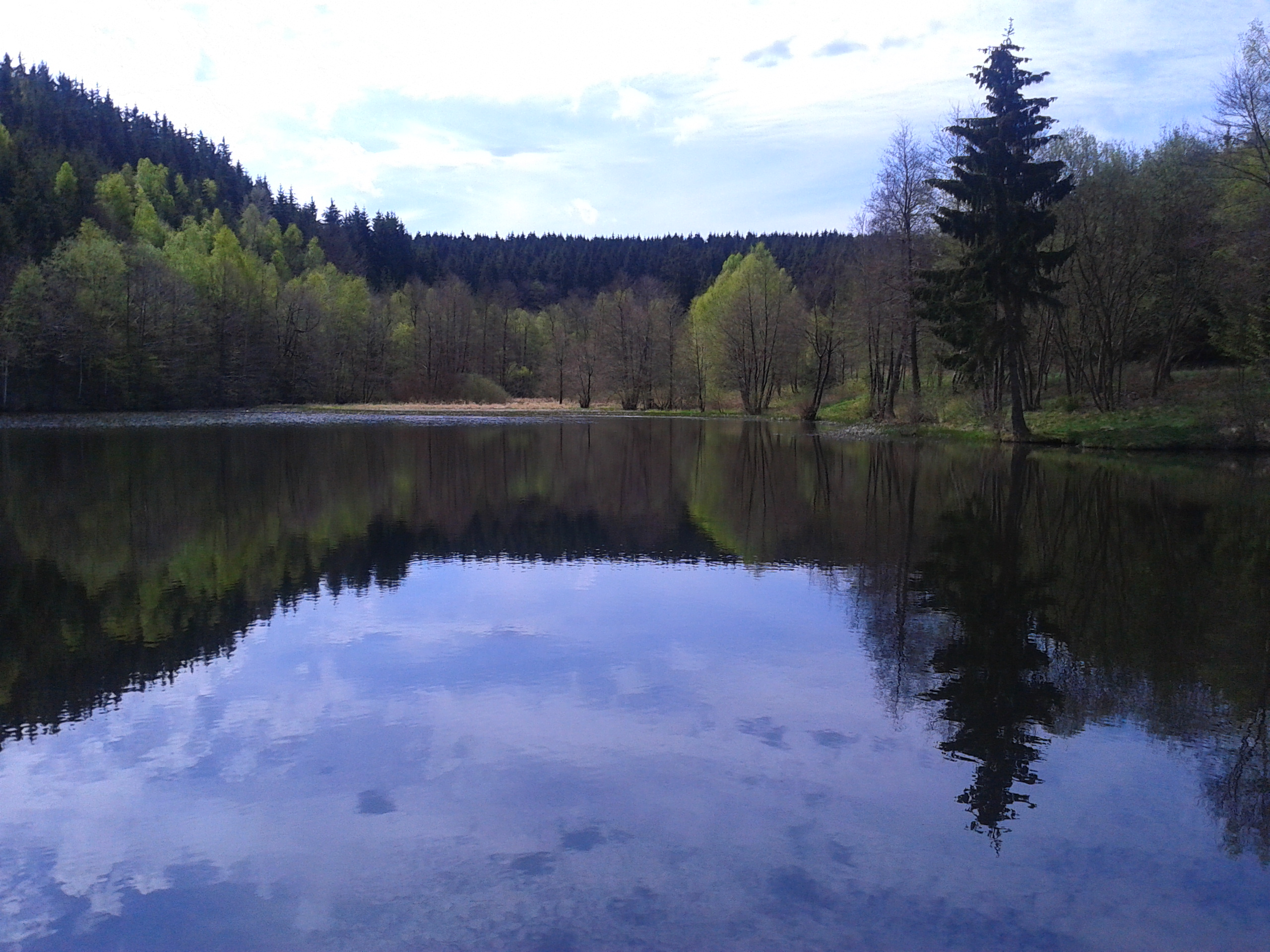
Пруд Малиниус вблизи Штрасберга
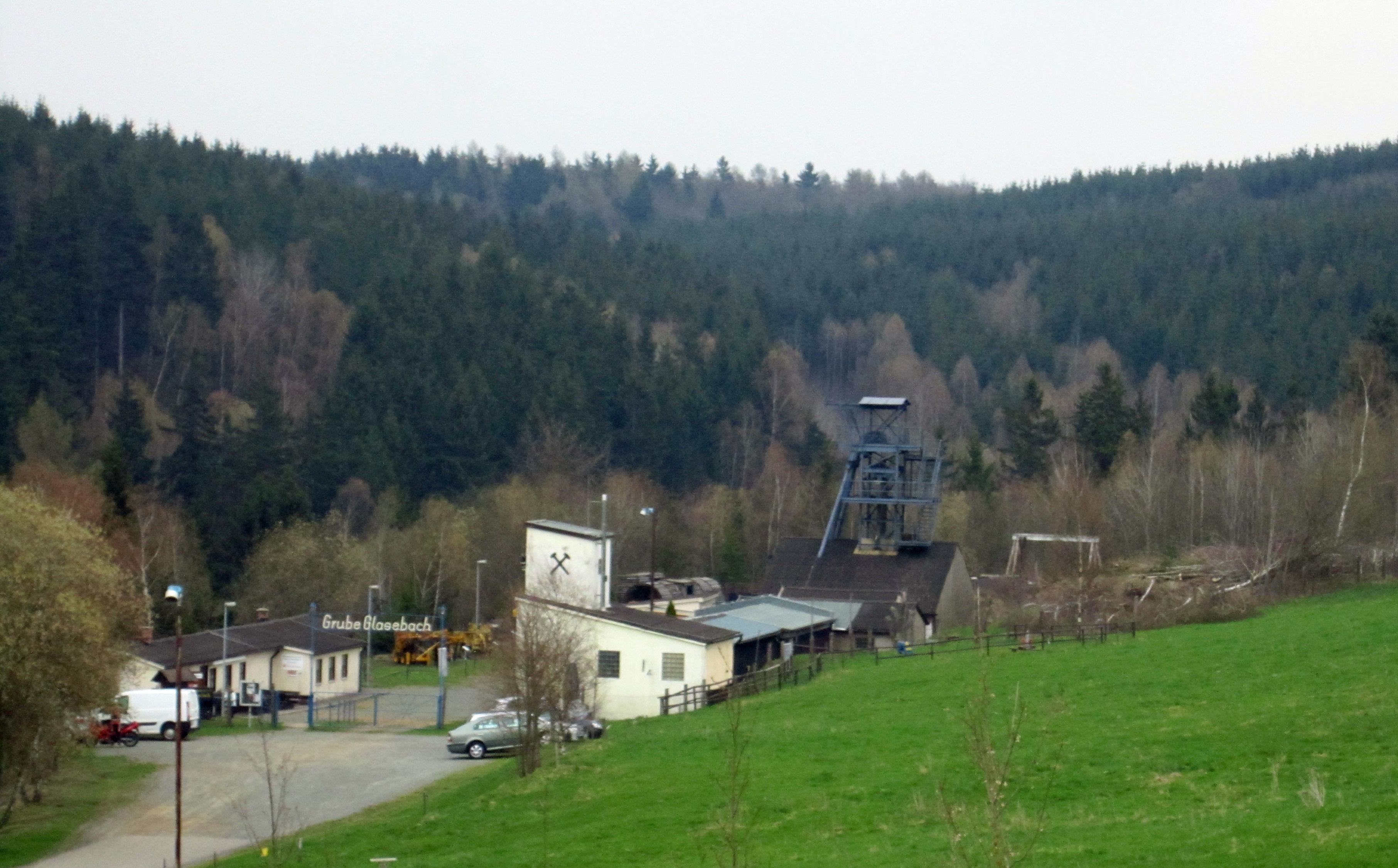
Вид на бывшую шахту вблизи Штрасберга